# Blue Monk
Blue Monk est un blues composé par le pianiste américain Thelonious Monk, qu'il a enregistré pour la première fois en 1954. C'est devenu un standard de jazz.

## À propos
La mélodie de ce morceau, en partie emprunté à Pastel Blue de Charlie Shavers, est construite sur une cellule de 4 notes qui montent par chromatisme, suivies par un « turn » descendant. On peut y déceler l'influence de Jelly Roll Morton.
La chanteuse Abbey Lincoln a ajouté des paroles au morceau que l'on peut entendre sur Straight Ahead (1961). Monk a apprécié cette version.

## Enregistrements

### Versions de Thelonious Monk
Blue Monk est l'une des compositions que Monk a le plus enregistrée, et l'une de ses préférées. Dans une interview de 1963, il dit que son enregistrement préféré est la version de Blue Monk sur le disque Thelonious Monk Trio.
- 1954 : Thelonious Monk Trio
- 1957 : Art Blakey's Jazz Messengers with Thelonious Monk (en), Art Blakey
- 1957 : Thelonious Monk Quartet with John Coltrane at Carnegie Hall
- 1958 : Thelonious in Action
- 1959 : Thelonious Alone in San Francisco
- 1964 : Miles and Monk at Newport
- 1968 : Monk's Blues (en)

### Reprises
Il existe plus de 500 versions de Blue Monk. Parmi celles-ci, on peut citer :
- 1957 : Jimmy Giuffre, Western Suite
- 1961 : Abbey Lincoln, Straight Ahead (en)[4]
- 1963 : McCoy Tyner, Nights of Ballads & Blues (en)
- 1974 : Cedar Walton avec Clifford Jordan, A Night at Boomers, Vol. 2 (en)
- 1978 : Tommy Flanagan, Something Borrowed, Something Blue (en)
- 1998 : Chick Corea, A Week At The Blue Note. Le pianiste a également enregistré ce morceau sur Rendezvous in New York (en) (2003) et Trilogy (en) (2013)
- 2013 : Aki Takase, David Murray, Blue Monk